# جغرافیای ساحل عاج

موقعیت ساحل عاج در غرب آفریقا.

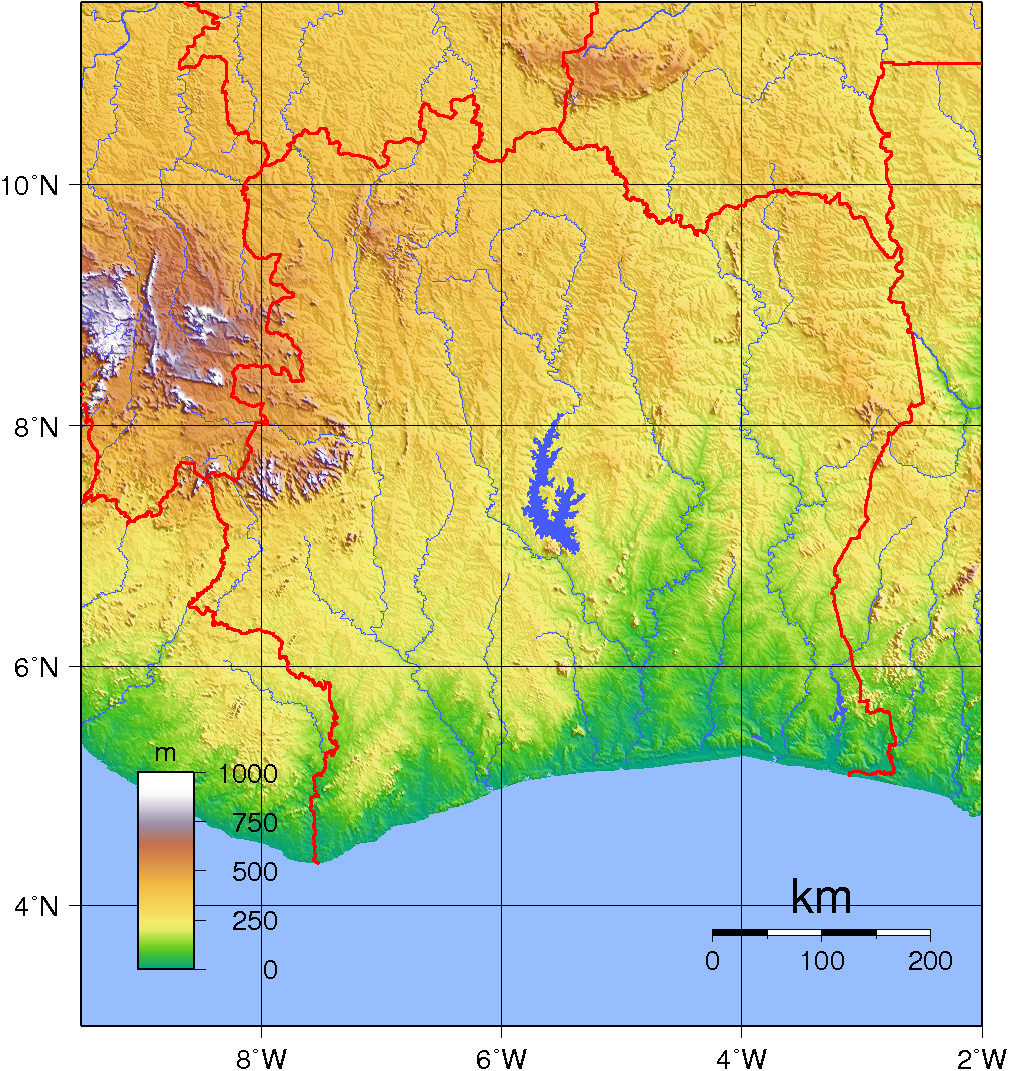
نقشه ناهمواری‌های ساحل عاج.

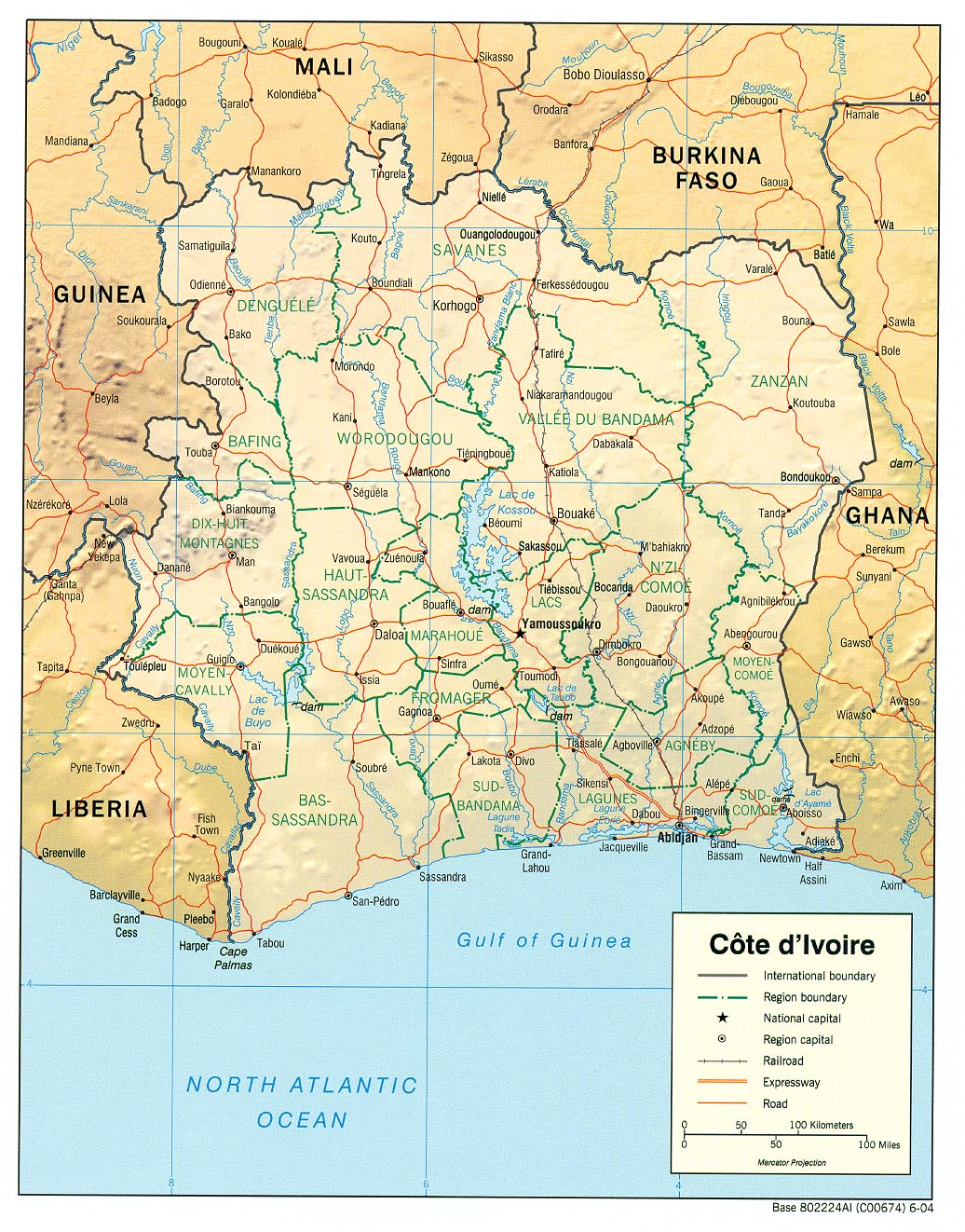
نقشه سیاسی ساحل عاج.

ساحل عاج کشوری در جنوب صحرای بزرگ آفریقا و در جنوب غرب این قاره است. ساحل عاج در سواحل غرب آفریقا در خلیج گینه واقع شده‌است. این کشور تقریباً مربع‌شکل است. طرح کلی آن تقریباً مربعی با پهلوی ۵۶۰ کیلومتر است.
مساحت این کشور ۳۲۲۴۶۰ کیلومتر مربع است (تقریباً مشابه ایالت نیومکزیکو در آمریکا). این کشور از شرق به غنا، از شمال به بورکینافاسو و مالی و از غرب به گینه و لیبریا محدود می‌شود. کل مرز جنوبی آن یک خط ساحلی به طول ۵۱۵ کیلومتر در خلیج گینه در شمال اقیانوس اطلس است.
نیمه شمالی و جنوبی ساحل عاج دو منظره متمایز را نشان می‌دهد: یک چشم‌انداز گرم‌دشتی مرطوب و خشک فصلی که نمونه منطقه سودانی در شمال است، و در جنوب، مناظر مرطوب گرمسیری گینه و گینه کنگویی با انواع مختلف.
خاک‌ها حتی در گرم‌دشت نیمه‌خشک شمالی بسیار حاصلخیز و از نظر کشاورزی پربار هستند. ساحل عاج یکی از بزرگترین تولیدکنندگان کاکائو و قهوه در جهان است. سایر محصولات اصلی شامل موز و نخل روغنی است که روغن و هسته خرما تولید می‌کند. منابع طبیعی شامل نفت، گاز طبیعی، الماس، منگنز، آهن، کبالت، بوکسیت، مس، طلا، نیکل، تانتالیوم، ماسه سیلیس، خاک رس، روغن نخل و انرژی آبی است.
بلندترین نقطه کشور کوه ریچارد-مولارد (۱٬۷۵۲ متر)، پست‌ترین نقطه، خلیج گینه (صفر متر)، طولانی‌ترین رود در ساحل عاج، رود بانداما و بزرگ‌ترین دریاچه کشور دریاچه کوسو است.

## جنگل‌ها
بخش جنوبی کشور زمانی کاملاً توسط جنگل‌های انبوه استوایی پوشیده شده بود، اما اکنون توسط موزائیکی از مزارع، جنگل‌های تخریب شده و زمین‌های کشاورزی، همراه با تکه‌هایی از جنگل‌های انبوه باقی‌مانده پوشیده شده‌است.
تا دهه‌های اخیر، در ساحل عاج، بیش از هر کشور دیگر در غرب آفریقا، ذخایر مفید الوار وجود داشت. منطقه تحت پوشش جنگل‌های بارانی بین سال‌های ۱۹۰۰ و ۱۹۶۰ به نصف کاهش یافت و این روند ادامه داشت - اکنون بیشتر جنگل‌های این کشور ناپدید شده‌اند. پارک ملی تای، در جنوب غربی ساحل عاج، بزرگترین اثر دست نخورده جنگل‌های استوایی قدیمی در غرب آفریقا را تشکیل می‌دهد و در سال ۱۹۸۲ به عنوان میراث جهانی ثبت شد.

## آب و هوا
ساحل عاج دارای نوعی سامانه آب و هوایی است که در همه کشورهای خلیج گینه مشترک است، با دو فصل بارندگی واضح در ساحل، که به یک فصل بارانی در شمال تبدیل می‌شود.
آب و هوای ساحل عاج عموماً گرم و مرطوب است و از استوایی در سواحل جنوبی تا گرمسیری در میانه و نیمه‌خشک در شمال دور متغیر است. در این کشور سه فصل وجود دارد: گرم و خشک (از نوامبر تا مارس)، داغ و خشک (مارس تا مه) و گرم و مرطوب (ژوئن تا اکتبر). میانگین دما بین ۲۵ تا ۳۲ درجه سانتی‌گراد و کمینه و بیشینه آن بین ۱۰ تا ۴۰ درجه سانتی‌گراد است.